# رود سیم (باشقیرستان)
رود سیم (انگلیسی: Sim) یک رودخانه در باشقیرستان کشور روسیه است.